# Mercedes Moné
Mercedes Justine Kaestner-Varnado (Fairfield, California; 26 de enero de 1992) es una luchadora profesional y actriz estadounidense. Actualmente lucha para la empresa All Elite Wrestling (AEW), donde actúa con el nombre Mercedes Moné. Varnado también es famosa por trabajar en WWE, entre 2012 y 2022, donde actuó con el nombre Sasha Banks.
Entre sus logros se destacan cinco reinados como Campeona Femenina de Raw, uno como Campeona Femenina de SmackDown, uno como Campeona Femenina de NXT, y tres como Campeona Femenina en Parejas de WWE; dos con Bayley (con quien fue campeona inaugural) y uno con Naomi. Su combate contra Bayley en NXT TakeOver: Respect el 7 de octubre de 2015 fue el primer combate femenino que encabezó un show de la WWE, el primer Iron Man Match femenino y el combate femenino más largo de la historia de la WWE en ese momento y que duró unos 30 minutos. Su combate fue votado por Pro Wrestling Illustrated (PWI) como Lucha del año, con Varnado siendo votada como la Mujer del año.
En 2016, ella y Charlotte Flair fueron las primeras mujeres en encabezar un evento pago por visión de la WWE y las primeras en luchar en un Hell in a Cell Match (en Hell in a Cell en octubre de 2016), también encabezaron un show principal de Raw en un combate de mujeres desde 2012, así como las primeras en ganar el premio de Pro Wrestling Illustrated para Feudo del año. En enero de 2018 participó en el primer Royal Rumble match femenino y después en el primer Elimination Chamber Match femenino de la historia de WWE. En WrestleMania 37, Mercedes y su oponente Bianca Belair fueron las dos primeras afroestadounidenses en encabezar un combate en el evento insignia de la compañía.
Fuera de la lucha libre, Varnado comenzó una carrera como actriz en 2020. Debutó en el cine interpretando a Koska Reeves en la segunda y tercera temporada de la serie de Disney+ The Mandalorian.

## Primeros años
Mercedes Justine Kaestner-Varnado nació en Fairfield (California) el 26 de enero de 1992, hija de Reo y Judith Varnado. Su madre es de ascendencia alemana, mientras que su padre era afroamericano. Su familia se mudó a varios lugares, incluido Minnesota, con el motivo de encontrar escuelas y hospitales para su hermano Joshua, quien padece de autismo. Se establecieron en Boston, donde comenzó su carrera de lucha libre profesional. Fue a la escuela en línea y creció viendo All Japan Women's Pro-Wrestling (AJW).
Mercedes envío un mensaje de correo electrónico a una academia de lucha libre en Boston cuando tenía 12 años por lo que fue rechazada, cuando cumplió 18 años ingresó a la academia y empezó el entrenamiento, destacando que fue la única mujer de esa generación.

## Carrera

### Chaotic Wrestling (2010-2012)
Mercedes comenzó su carrera de lucha libre en Chaotic Wrestling, donde fue entrenada. Hizo su debut en ring, bajo el nombre de Mercedes KV, el 1 de octubre, del 2010 en un intergender tag team match, donde hizo equipo con Nikki Roxx perdiendo ante Alexxis y Danny E. Mercedes y Roxx rápidamente formaron una alianza, haciendo equipo regularmente y acompañándose el uno al otro como mánager. El 22 de octubre, Mercedes perdió su debut en un combate individual ante Danny E., y perdió una revancha contra E' el 13 de noviembre.
El 7 de enero, del 2011, Mercedes obtuvo su primera victoria cuando ella y Roxx derrotaron a Alexxis y Mistress Belmont en un combate por equipos. El 11 de febrero, Mercedes formó parte de un five-women gauntlet match para determinar a la campeona inaugural del Chaotic Wrestling Women's Champion, pero no logró ganar. Mercedes continuo compitiendo en combates individuales a lo largo de 2011, y el 2 de diciembre, Mercedes derrotó a Alexxis en un "I Quit" match para ganar el Chaotic Wrestling Women's Championship por primera vez.
KV hizo su primer defensa de título exitosa contra Barbie el 6 de enero. KV se enfrentó a Luscious Latasha con el Women's Championship en juego el 27 de enero, donde KV exitosamente defendió el título. KV successfully defended Women's Championship against Alexxis in a rematch. Mercedes exitosamente defendió el Women's Championship dos veces frente a Nikki Roxx. El 1 de junio, Mercedes derrotó a Alexxis, Barbie y Mistress Belmont en un fatal four–way match para retener el campeonato. Seguido de su victoria, Mercedes se convirtió en la luchadora que más tiempo poseyó el campeonato rompiendo el récord anterior de Alexxis con 182 días. El 24 de junio, KV exitosamente defendió el Women's Championship ante Barbie. El 20 de julio, Mercedes KV derrotó a Aída Marie para exitosamente retener el Women's Championship. KV se enfrentó a Kasey Ray con el Women's Championship en juego el 17 de agosto, donde KV exitosamente defendió el título. KV hizo su última aparición para Chaotic Wrestling el 18 de agosto, donde perdió ante Ivy Fit en un combate sin título en juego. El 18 de agosto, el Women's Championship se declaró vacante después de que Mercedes firmara un contrato con WWE, terminando su reinado de 260 días.

### Circuito independiente (2010-2012)

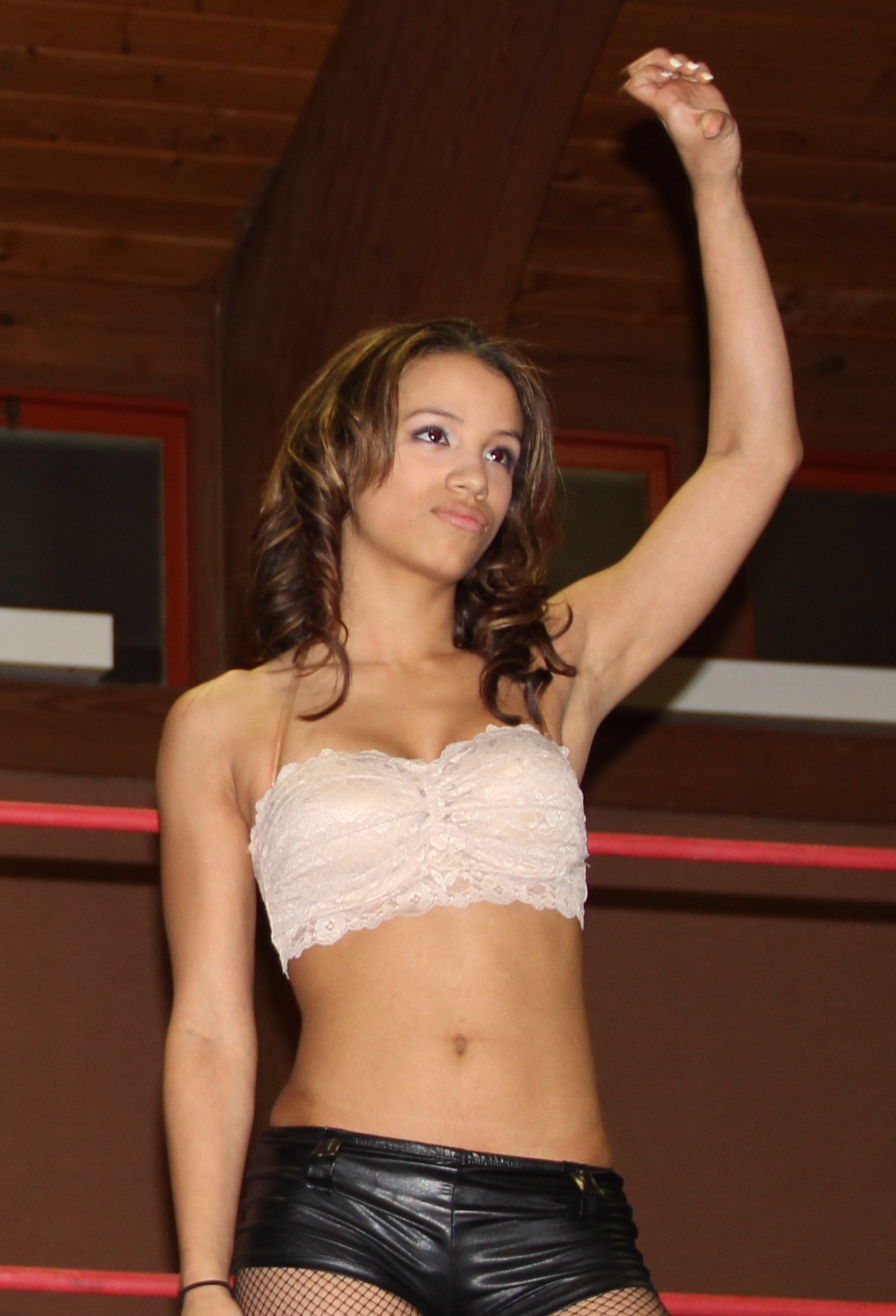
Mercedes KV en 2012.

El 8 de agosto, del 2010, Mercedes hizo su debut en New England Championship Wrestling (NECW), haciendo equipo con Ivy ganando el combate tras derrotar al equipo de Ariel y Sammi Lane en un combate por equipos. Hizo su regresó para la promoción el 4 de septiembre, del 2011, nuevamente haciendo equipo con Ivy derrotando a Mistress Belmont y Veda Scott. El 23 de septiembre, KV derrotó a Mistress Belmont en un combate individual. KV nuevamente hizo su regresó para la promoción el 14 de julio, del 2012 durante el evento Red White and Bruised, donde fue derrotada por Adrianna vía cuenta afuera.
KV bajo el nombre de Miss Mercedes, debutó para National Wrestling Alliance el 19 de noviembre, del 2010, donde se enfrentó a Julián Starr siendo derrotada. En las siguientes dos noches, Miss Mercedes derrotó a Sheik Ali y Nick Fahrenheit en combates individuales. Miss Mercedes comenzó un feudo contra The Great Cheyenne, perdiendo ante ella en varias ocasiones. El 9 de agosto, Mercedes se enfrentó a Arlene en un combate individual, donde Mercedes emergió victoriosa.

### WWE

#### The BFFs (2012-2014)
En junio de 2012, Kaestner-Varnado participó en un campo tryout de WWE y el 18 de agosto, se anunció que había firmado un contrato con la empresa. Fue asignada al territorio de desarrollo NXT, donde adoptó el nombre de Sasha Banks. Hizo su debut televisado en NXT el 12 de diciembre, del 2012, siendo derrotada por Paige. La primera victoria televisada de Banks en NXT tomo lugar el 23 de enero del 2013, tras derrotar a Alicia Fox. Banks entonces comenzó a recibir cartas de un admirador secreto, quien finalmente terminó siendo Audrey Marie, quien regresó y atacó a Banks el 20 de febrero en un episodio de NXT debido a los celos que Marie tenía por el gran suceso de Banks; Marie derrotó a Banks en un combate más tarde en el episodio. Su feudo con Marie terminó el 3 de abril en un episodio de NXT, cuando Banks hizo equipo con Paige para derrotar a Marie y Summer Rae. El 19 de junio en un episodio de NXT, Banks compitió en un torneo para determinar a la campeona inaugural del NXT Women's Championship, pero perdió ante Summer Rae en la primera ronda.
Después de semanas bajo la influencia de Summer Rae para hacer de ella relevante, Banks fue derrotada por la Campeona Femenina de NXT Paige el 11 de septiembre en un episodio de NXT. Después del combate, Paige trato de consolarla sin embargo Banks la atacó. Dos semanas después, derrotó a Bayley, mientras era acompañada por Rae. Después del combate, Banks promocionó una promo junto a Rae y debutó un nuevo gimmick como "The Boss". Banks y Rae, ahora conocidas como "BFFs (Beautiful, Fierce Females)", se enfrentaron a Paige y Emma el 16 de octubre en un episodio de NXT, donde ambas emergieron victoriosas cuando Rae aplicó un pin sobre Paige. El 13 de noviembre en un episodio de NXT, las BFFs derrotaron a Bayley y Charlotte en un combate por equipos, cuando Charlotte atacó a Bayley y se alió a Banks y Rae. A mediados de enero del 2014, como Rae fue promovida al roster principal, las BFF's comenzaron una rivalidad contra Bayley, quien se alió con Natalya, y perdieron en ambos combates individuales y combates por equipo. El 6 de abril, Banks hizo una aparición en WrestleMania XXX formando parte de la entrada para Triple H hacia su combate contra Daniel Bryan. En mayo, Banks entró en un torneo por el vacante NXT Women's Championship, derrotando a Bayley en la primera ronda, pero perdiendo ante Natalya en las semifinales. El 3 de julio en un episodio de NXT, Banks y Charlotte derrotaron a Bayley y Becky Lynch. Después del combate, Charlotte dejó a Banks ser atacada por Bayley, con Banks más tarde desvaneciendo las BFFs durante un segmento en el backstage.

#### Campeona Femenina de NXT (2014-2015)

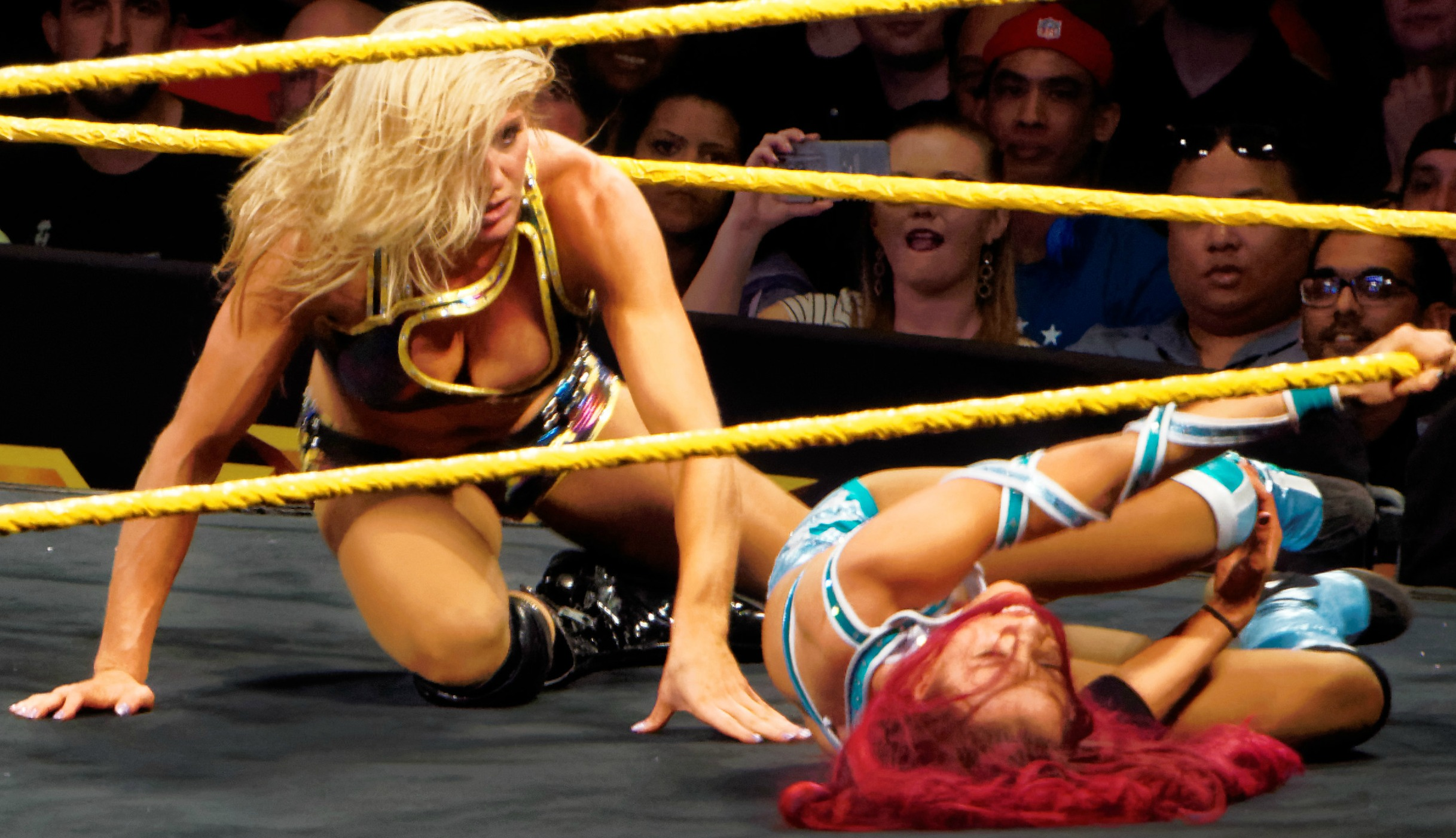
Durante un combate contra Charlotte en NXT, 2015.

El 14 de agosto en un episodio de NXT, Banks perdió ante Bayley en un combate para determinar a la contendiente número uno al NXT Women's Championship. En NXT TakeOver: Fatal 4-Way, Banks atacó a Bayley después de su combate por el título contra Charlotte, antes de que Charlotte la detuviera. Becky Lynch atacó a Bayley y se alió a Banks el 23 de octubre en un episodio de NXT, después de que Banks derrotara a Bayley en un combate individual. Banks prontamente comenzó un feudo contra Charlotte, llevándolas a un combate en NXT TakeOver: R Evolution por el NXT Women's Championship, el cual Banks perdió. Recibió una revancha el 25 de diciembre en un episodio de NXT, donde nuevamente fue derrotada. Banks primeramente apareció en el roster principal de WWE el 30 de diciembre, del 2014 en un episodio de Main Event, donde perdió ante Charlotte en un combate sin-título. El 21 de enero, del 2015, Banks recibió otro combate por el título contra Charlotte, el cual perdió después de que Becky Lynch atacara a Charlotte, causando una descalificación y que conduciría a la disensión entre Banks y Lynch.

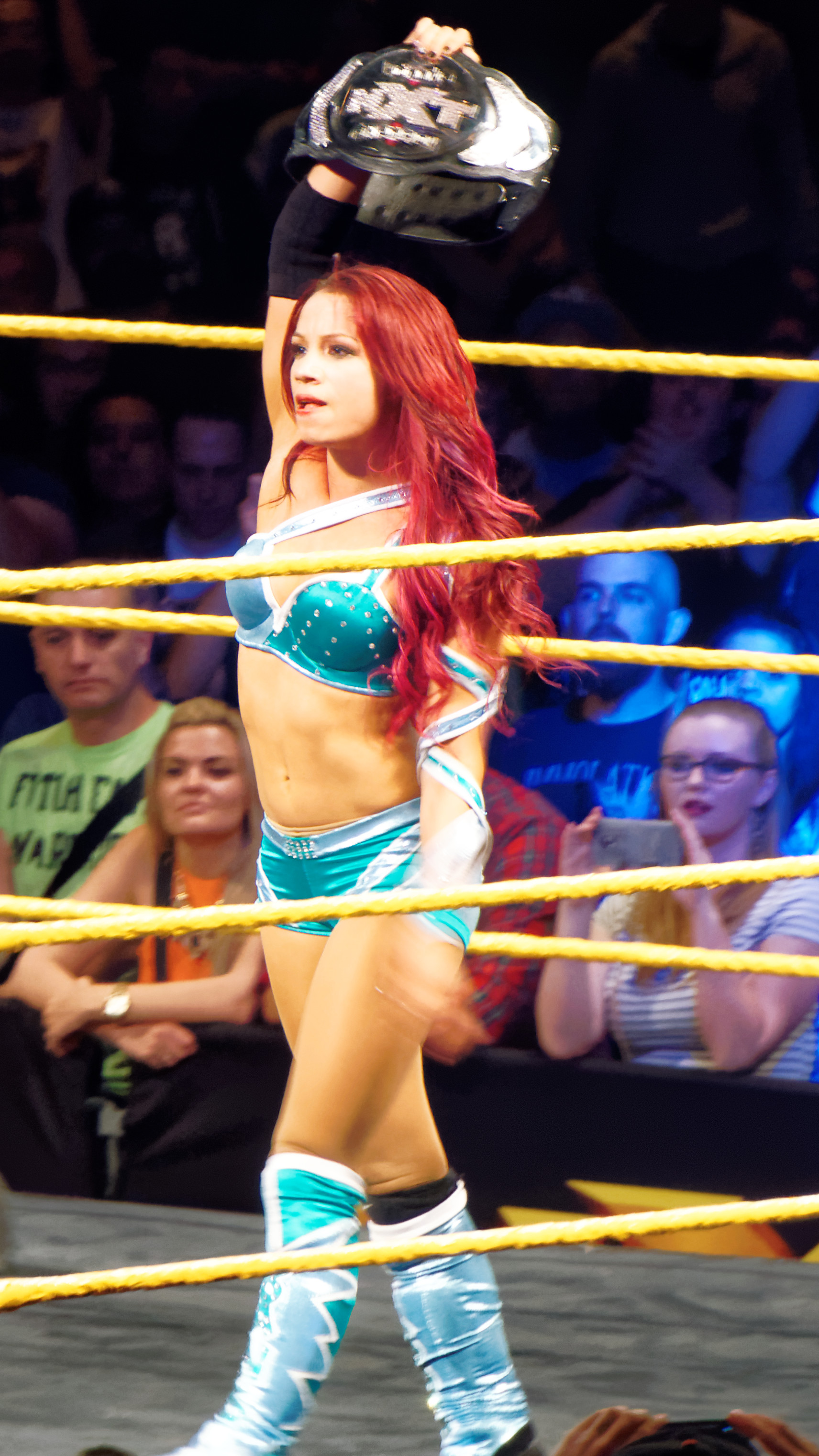
Banks como Campeona Femenina de NXT en 2015.

El 11 de febrero, en NXT TakeOver: Rival, ganó el NXT Women's Championship después de aplicar el pin sobre Charlotte en un Fatal 4-Way match que también involucró a Lynch y Bayley. Banks exitosamente retuvo su campeonato ante Charlotte en una revancha el 4 de marzo en un episodio de NXT; y contra Alexa Bliss el 25 de marzo. En NXT TakeOver: Unstoppable el 20 de mayo, Banks defendió y retuvo su título ante Becky Lynch. El 8 de julio en un episodio de NXT, Banks hizo equipo con Charlotte para derrotar a Emma y Dana Brooke. Después del combate, Charlotte desafío a Banks por un combate al NXT Women's Championship, el cual Banks aceptó. Ambas tuvieron su combate por el campeonato la semana siguiente el 15 de julio en un episodio de NXT, en el cual Banks retuvo el campeonato. Después, ambas se abrazaron y Banks alzó la mano de Charlotte como señal de respeto.
En NXT TakeOver: Brooklyn, Banks perdió el Campeonato Femenino de NXT ante Bayley, terminando con su reinado de 192 días. Después del combate, Banks celebró con Bayley y sus antiguas rivales Becky Lynch y Charlotte. El 16 de septiembre en un episodio de NXT, el mánager general William Regal anunció que Bayley defendería el título contra Banks en el evento principal de NXT TakeOver: Respect, durante el primer women's 30–minute Iron Man match en la historia de WWE. En el evento el 7 de octubre, Bayley derrotó a Banks, consiguiendo la victoria con 3 caídas a 2.

#### Team B.A.D. (2015-2016)
Banks hizo su debut oficial el 13 de julio, del 2015 en un episodio de Raw junto a Charlotte y Becky Lynch, después de que Stephanie McMahon las llamara para una "revolución" en la división de WWE Divas. Mientras Lynch y Charlotte se aliaron con Paige, quien estaba en un feudo con Team Bella (Nikki y Brie Bella y Alicia Fox), Banks se aliaría con Naomi y Tamina, quienes más tarde se apodaron a sí mismas Team B.A.D (Beautiful and Dangerous), llevándolas a una pelea entre los tres equipos. En su evento debut de pago por visión, el 19 de julio, en Battleground, Banks compitió en un triple–threat match contra Charlotte y Brie Bella, el cual Charlotte ganó. Banks más tarde derrotó a Paige por sumisión el 20 de julio en un episodio de Raw, durante un combate en equipo donde Banks hizo equipo con Naomi por primera vez, y nuevamente el 27 de julio en un episodio de Raw durante un combate individual.
El 17 de agosto en un episodio de Raw, Banks derrotó a la Campeona de Divas Nikki Bella por sumisión en un combate sin-título. Los tres equipos finalmente se enfrentaron en SummerSlam durante un three team elimination match. Team Bella primeramente eliminaría a Team B.A.D., antes de que Becky Lynch aplicara el pinfall sobre Brie Bella dándole la victoria al equipo PCB. El 31 de agosto en un episodio de Raw, Banks participó en el primer beat the clock challenge entre Divas por el contendiente número uno al Campeonato de Divas, en el cual luchó contra Paige a un tiempo límite de sorteo y Charlotte fue nombrada la contendiente número uno. Seguido esto, Banks comenzó una rivalidad con Paige derrotándola dos veces el 7 de septiembre y el 14 en un episodio de Raw, y pelearon en un no-contest el 10 de septiembre en un episodio de SmackDown. El 2 de noviembre en un episodio de Raw, Banks compitió en un Fatal four–way match, también involucrando a Brie Bella, Paige y Becky Lynch, para determinar a la retadora #1 al Campeonato de Divas de Charlotte, el cual fue ganado por Paige.

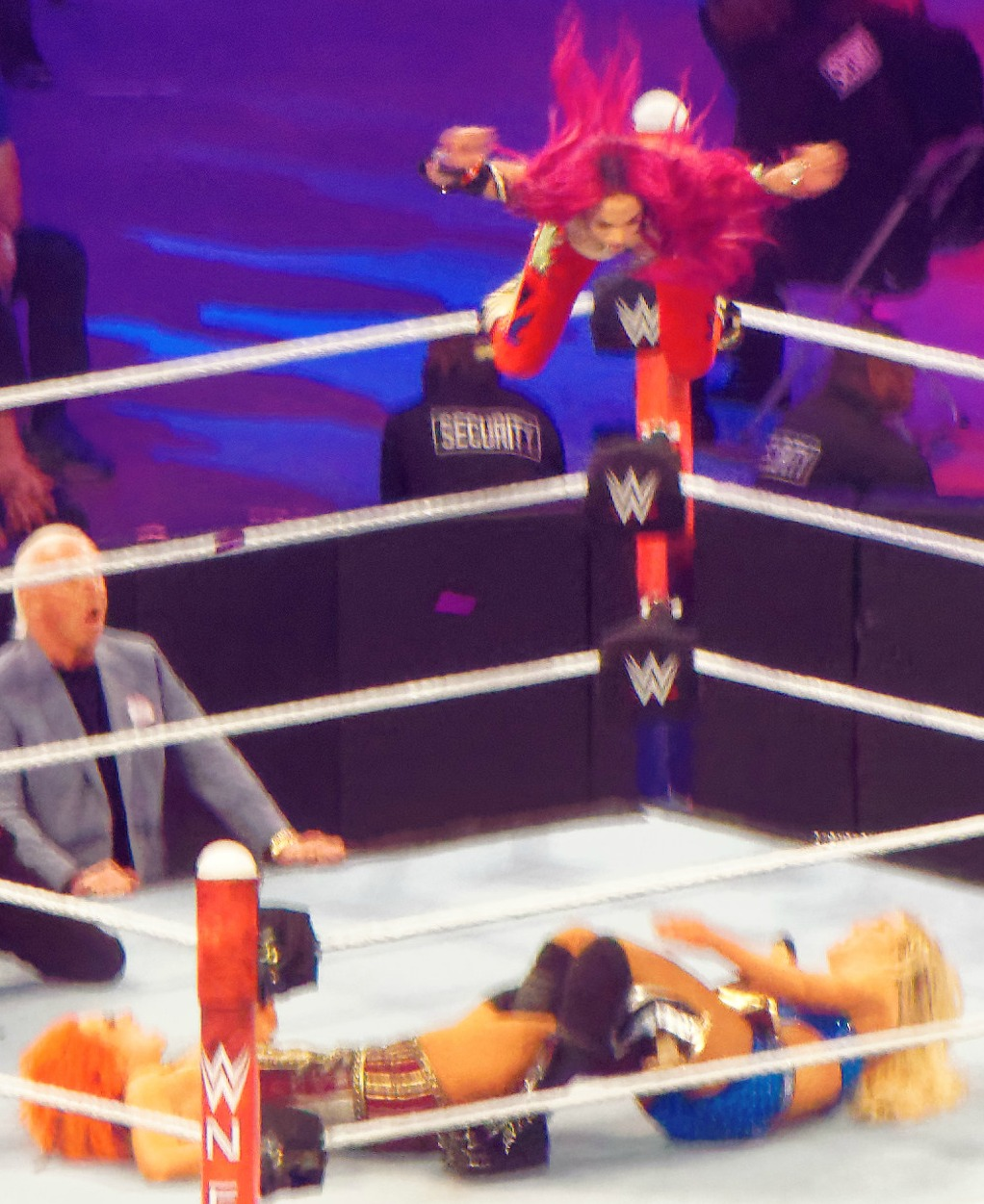
Banks aplicando un frog splash durante la triple amenaza por el nuevo Campeonato Femenino, en WrestleMania 32, 2016.

Sasha hizo su regreso el 24 de enero en Royal Rumble atacando a Charlotte, quien previamente retuvo el Campeonato de Divas ante Becky Lynch. El 1 de febrero en Raw, Banks se enfrentó a Becky Lynch pero durante el combate, fueron atacadas por el Naomi y Tamina (Team B.A.D.). Tras esto, se pactó un combate en parejas para el evento Fastlane entre Sasha Banks y Becky Lynch en contra de Naomi y Tamina. En el evento, el equipo de Banks derrotó al Team B.A.D. cuando Sasha forzó a Tamina a rendirse con el Bank Statement. Tras su victoria, Banks y Lynch recibieron la oportunidad de enfrentarse a Charlotte por el Campeonato de Divas en WrestleMania 32. En la lucha, ambas terminaron empatadas por un doble conteo de tres. Incluso, se realizó otro combate entre ambas, pero fueron atacadas por Charlotte. Por lo que la lucha por el Campeonato de Divas se transformó en un Triple Threat match. El 3 de abril en WrestleMania, se anunció que la lucha ya no sería por el Campeonato de Divas, el cual sería abandonado, sino que ahora sería por el nuevo Campeonato Femenino de WWE. Sin embargo, Sasha no pudo ganar quien en el momento final de la lucha, fue intervenida por el padre de Charlotte Ric Flair, quien permitió que ella ganase el nuevo Campeonato.

#### Campeona Femenina de Raw (2016-2017)
Luego de un tiempo sin realizar una aparición televisiva, hizo su regreso el 20 de mayo en Main Event y derrotó a Summer Rae. El 20 de junio en Raw, Sasha hizo su retorno en la marca atacando a Dana Brooke y Charlotte, quien previamente retuvo el Campeonato Femenino ante Paige, quienes unieron fuerzas para hacerles frente. La semana siguiente en Raw, Sasha y Paige derrotaron a Charlotte y Brooke. Durante las siguientes semanas, Banks se enfrentó en varias ocasiones a Brooke. Por lo que se anunció que Sasha Banks y una compañera misterio se enfrentarían a Charlotte y Dana Brooke en Battleground. En el evento, se reveló que su compañera sería Bayley, quienes lograron una exitosa victoria. El 19 de julio en SmackDown durante el Draft 2016, Sasha fue enviada a la marca Raw. El 25 de julio en Raw, Sasha logró derrotar a Charlotte y ganó el Campeonato Femenino por primera vez. Tras esto, se pactó una lucha por el Campeonato Femenino en SummerSlam. Sin embargo, Sasha perdió el título ante Charlotte al lesionarse seriamente la espalda durante la lucha. Tras esto, el título Femenino se renombró a Campeonato Femenino de Raw, por la creación del nuevo Campeonato Femenino de SmackDown.
Se pactó una lucha entre Banks y Bayley para enfrentar a la campeona Charlotte por el Campeonato Femenino de Raw en el evento Clash of Champions. En el evento, Banks no logró hacerse con la victoria, en donde Charlotte retuvo el título al cubrir a Bayley. El 3 de octubre en Raw, Sasha Banks derrotó a Charlotte y ganó por segunda vez el Campeonato Femenino de Raw. Luego, Banks retó a Charlotte a enfrentarse en la primera Women's Hell in a Cell match en el evento Hell in a Cell, aunque Banks volvió a perder el título. Seguido de esto, Banks se integró al Team Raw conformado por la capitán y Campeona Femenina de Raw Charlotte Flair, Bayley, Nia Jax y Alicia Fox, en la victoria sobre el Team SmackDown Live en Survivor Series. El 28 de noviembre en Raw, Sasha Banks derrotó a Charlotte en un Falls Count Anywhere match y ganó por tercera vez el Campeonato Femenino de Raw. Se pactó la revancha por el título en Roadblock: End of the Line en un Iron Man match, aunque en el evento volvió a perder el campeonato y terminando así tanto su reinado como su rivalidad con Charlotte.

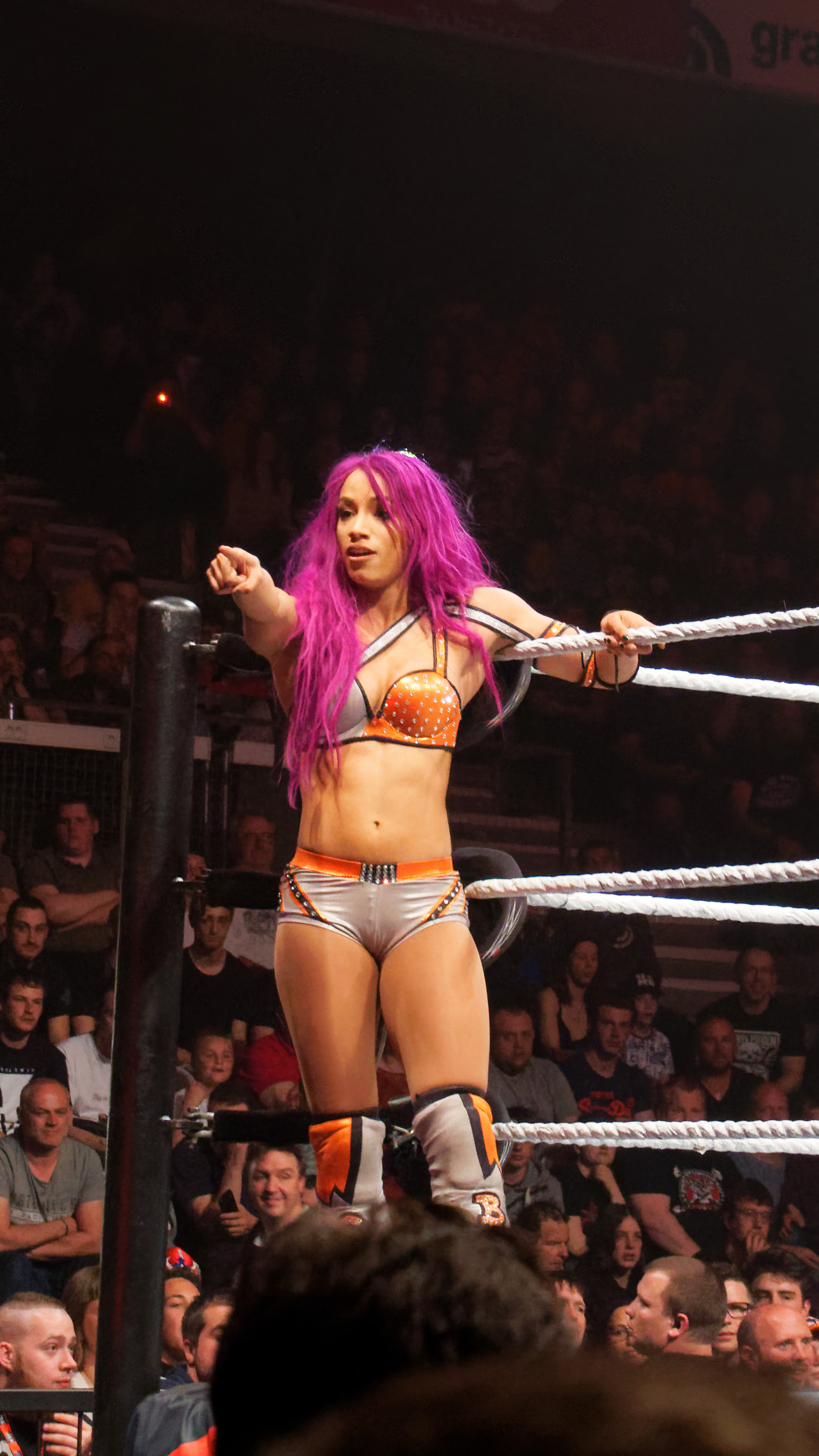
Banks en mayo de 2017.

Tras la pérdida del Campeonato Femenino de Raw, Sasha fue atacada por Nia Jax, con quien inmediatamente inició un feudo. Se pactó una lucha en Royal Rumble en el Kick-Off, pero fue derrotada. El 13 de febrero en Raw, Banks ayudó a Bayley a ganar el Campeonato Femenino de Raw atacando con su muleta a Dana Brooke y a la campeona Charlotte Flair. Se pactó un combate entre Sasha Banks y Nia Jax para el evento Fastlane, en donde logró derrotarla. El 6 de marzo en Raw, derrotó a Bayley ganando una oportunidad para retarla por el Campeonato Femenino de Raw en WrestleMania 33, aunque después fue atacada por Charlotte Flair. En las siguientes semanas, Charlotte Flair y Nia Jax fueron añadidas al combate. En WrestleMania, Sasha no pudo hacerse con la victoria tras la defensa del título por parte de Bayley. Se pactó una lucha en donde Sasha junto a Rich Swann se enfrentarían a Noam Dar y Alicia Fox en Extreme Rules, en donde ambos lograron la victoria luego de que Swann cubriera a Dar después de un Phoenix Splash. El 26 de junio en Raw, se pactó el primer Women's Gauntlet Match, siendo Sasha la última en entrar al ring para eliminar a Nia Jax, quien eliminó previamente a otras cuatro luchadoras, logrando conseguir ser la contendiente número uno al Campeonato Femenino de Raw para el evento Great Balls of Fire. En el evento, Sasha ganó el combate por cuenta fuera cuando Bliss se negó a volver al ring antes de la cuenta de 10, por lo que no pudo ganar el título.
El 20 de agosto en SummerSlam, Banks derrotó a Bliss y ganó el Campeonato Femenino de Raw por cuarta vez. El 28 de agosto en Raw, Banks perdió el cinturón femenino ante Alexa Bliss, quien demandó su cláusula de revancha.
El 24 de septiembre en No Mercy, Sasha enfrentó a Nia Jax, Emma, Bayley y Alexa Bliss en un Fatal 5-Way Match por el campeonato femenino de RAW, siendo la ganadora de la lucha está última. El 9 de octubre Sasha participó en una lucha por eliminación en contra Alicia Fox, Bayley, Dana Brooke y Emma, para determinar la primera oponente de Asuka en el Roster Principal, sin embargo Emma fue quien ganó el encuentro después de que eliminará a Banks. En el episodio de Raw del 23 de octubre, Sasha participó en un Tripke Threat Match en la que también involucró a Alicia Fox y Bayley, la ganadora se convertiría en la capitana del equipo femenino de Raw para Survivor Series, sin embargo la lucha fue ganada por Fox. El 19 de noviembre en Survivor Series, Sasha junto a Asuka, Bayley, Nia Jax y Alicia Fox se enfrentó a Tamina, Naomi, Carmella, Natalya y Becky Lynch, durante el encuentro logró eliminar a Naomi, pero poco tiempo después fue eliminada por Natalya.

#### The Boss 'n' Hug Connection (2017-2018)
El 20 de noviembre en RAW, Sasha enfrentó a Alicia Fox, Bayley y Mickie James para determinar la contendiente para retar a Alexa Bliss por el Campeonato Femenino de Raw, sin embargo la lucha quedó sin resultado por el regreso de Paige y el debut de Mandy Rose y Sonya Deville más tarde conocidas como Absolution, Paige, Rose y Deville atacaron a Banks, James y Bayley por lo que a raíz de esto comenzaron una rivalidad con ellas, semanas posteriores Banks enfrentaría junto a Mickie James y Bayley a las miembros de Absolution. El 28 de enero de 2018, se llevó a cabo el primer Royal Rumble femenino siendo el evento central del PPV que lleva el mismo nombre, Banks entró con el #1 logrando romper el récord como la sexta persona con más tiempo en el ring durante un combate de este estilo, en la lucha eliminó a Nia Jax, Trish Stratus y Bayley, sin embargo terminó siendo eliminada por The Bella Twins. 
El 25 de febrero en Elimination Chamber, Sasha participó en el primer combate de esta estipulación protagonizado por mujeres, esta lucha tenía en juego el Campeonato Femenino de Raw que también incluyó a la campeona Alexa Bliss, Bayley, Mandy Rose, Mickie James y Sonya Deville, Banks fue la última eliminada siendo Bliss la ganadora y la que retuviera el título. El 8 de abril en WrestleMania 34, Sasha participó en el primer WrestleMania Women's Battle Royal, sin embargo fue eliminada por Bayley.
El 28 de mayo Banks fue la última entrada en un Women's Gauntlet Match para determinar a la última participante del Money in The Bank, saliendo victoriosa. Sin embargo en el evento, la eventual ganadora fue Alexa Bliss.
En el mes de junio, comenzaría ángulos con Bayley, donde se muestran molestas entre ellas al tener fricciones en diversos combates, esto las llevaría al pelearse constantemente al terminar sus luchas, Kurt Angle en respuesta a las numerosas agresiones, las obligó a ir a terapia de equipos con la condición de que si ninguna accedía a comportarse correctamente, una de ellas sería mandada a SmackDown Live!. Tiempo después Sasha y Bayley en respuesta a la condición se reconciliaron para dar inicio a su facción llamada "Boss 'N' Hug Connection", dando pie a una rivalidad con el Riott Squad que culminó en WWE Evolution el 28 de octubre, donde Banks, Bayley y Natalya las derrotaron y en un combate de revancha en el Raw posterior al evento.
Luego de que Alexa Bliss se convirtiera en la gerente de la división de mujeres por órdenes del gerente general interino Baron Corbin, Banks y Bayley se enfrentaron entre ellas para calificar el último puesto en el Traditional Survivor Series, pero el combate quedó sin resultado debido a que fueron atacadas por Nia Jax, Tamina, Mickie James, Riott, Liv Morgan y Sarah Logan. En el evento reemplazaron a Natalya y a Ruby Riott (debido a que se atacaron durante el Kick-off) en donde eliminó a Mandy Rose por rendición, pero fue la penúltima eliminada por Asuka, aunque la sobreviviente del equipo Nia Jax (quien la traicionó causando su eliminación), le dio la victoria a la marca Raw. 
En el episodio del 3 de diciembre, Banks y Bayley fueron entrevistadas por Alexa Bliss, donde hablaron de ser las primeras retadoras al recién creado WWE Women's Tag Team Championship, pero fueron atacadas por Mickie James y Alicia Fox, a quienes derrotaron en un Tag Team Match esa noche a pesar de la interferencia de Dana Brooke. En el episodio del 17 de diciembre, Banks compitió en un Gauntlet Match para definir a la retadora del Raw Women's Championship de Ronda Rousey para la semana siguiente, donde entró de última y fue derrotada por Natalya. Finalmente en el episodio del 31 de diciembre, Banks, Bayley y Moon derrotaron a The Riott Squad para terminar su feudo con ellas.
A comienzos de enero, Banks ganó una oportunidad tras derrotar a Nia Jax (quien exigía una oportunidad por el campeonato) para enfrentarse a Ronda Rousey en torno al Raw Women's Championship en Royal Rumble, que Rousey aceptó. En el episodio del 14 de enero, Banks hizo equipo con Rousey para enfrentarse ante Nia Jax y Tamina en un Tag Team Match, donde salieron victoriosas. En el episodio del 21 de enero, Banks y Bayley derrotaron a Ronda Rousey y Natalya en un Tag Team Match. Sin embargo, en el evento fue derrotada luego de Rousey la cubriera, pero se dio la mano con la campeona en señal de respeto. Debido a esto, siguió haciendo equipo con Bayley para ganar un puesto en Elimination Chamber al derrotar a Alicia Fox y Nikki Cross por los inaugurales Women's Tag Team Championship.
En Elimination Chamber, Banks y Bayley derrotaron a los equipos de Nia Jax y Tamina, The Iconics (Billie Kay y Peyton Royce), Fire and Desire (Mandy Rose y Sonya Deville), The Riott Squad (Liv Morgan y Sarah Logan), y Carmella y Naomi para ganar el Women's Tag Team Championship, con lo cual marcó el primer campeonato en parejas tanto de Banks como de Bayley y además de que ambas se convirtieron en Triple Crown Champions, respectivamente. Después de su victoria, en el Raw posterior al evento, comenzaron un feudo con Nia Jax y Tamina, quienes exigían una oportunidad por sus campeonatos por lo que se pactó un combate para Fastlane, en donde Banks y Bayley retuvieron sus títulos, siendo la primera vez que se defiende el campeonato en parejas femeninos en un PPV. 
En marzo, los campeonatos de Boss 'n' Hug Connection (Sasha Banks & Bayley) comenzaron a ser defendidos en Raw y Smackdown, ya que The Iconics (Billie Kay & Peyton Royce) las derrotaron en un combate no titular y se ganaron una oportunidad por sus títulos, al igual que el equipo de Divas's Doom (Beth Phoenix & Natalya) y el equipo de Nia Jax y Tamina durante los Raw siguientes, siéndolo a todas concedido en Wrestlemania 35. Sin embargo, tanto Banks como Bayley perdieron sus campeonatos ante The Iconics, luego de que sacaron a Phoenix, quien le aplicó a Bayley el Glam Slam desde la segunda cuerda, terminando su reinado a los 49 días. Debido a esto, Banks decidió tomarse un tiempo fuera ya que Bayley fue transferida a Smackdown debido al Shake-Up, lo cual causó la separación del grupo. 

#### Periodo de inactividad y alianza renovada con Bayley (2019-2020)
Después de cinco meses de inactividad desde su derrota en WrestleMania y los rumores de su posible renuncia, Banks regresó a Raw en el episodio del 12 de agosto para consolar a Natalya, quien estaba lesionada. Pero sin embargo, la atacó por la espalda y también a Becky Lynch, quien intentó ayudarla antes de revelar un cambio de color de cabello: azul brillante, cambiando a heel en el proceso. En el episodio del 19 de agosto, Banks tuvo su primera aparición por vía satélite desde su regreso siendo entrevistada por Michael Cole, quien le preguntó por sus acciones sobre Natalya y Becky Lynch, pero Banks solo dijo: "De nada". En el episodio del 26 de agosto, Banks reveló que sus acciones hicieron que ella estuvo ausente durante cuatro meses, aclarando que se encargaba de asuntos personales y se fue a jugar con su pelota de playa y describió que quería ser el centro de atracción porque se merecía oportunidades por campeonatos femeninos, no por campeonatos de mid-carder. Después de derrotar a Natalya esa misma noche, desafió a Becky Lynch a un combate por su campeonato en Clash of Champions, lo cual Lynch aceptó. Durante su rivalidad con Lynch, Bayley y Charlotte Flair estuvieron involucradas (ya que Flair cambió silenciosamente a face, mientras que Bayley cambió a heel), por lo que se pactó un combate entre Flair y Lynch contra Banks y Bayley, ganando las primeras. En Clash of Champions, Banks ganó por descalificación debido a que Lynch golpeó sin querer al árbitro, lo que no le permitió ganar el título. Durante semanas, Banks seguía muy enojada por no ganar el título y exigió una lucha más, a lo que Lynch aceptó para Hell In A Cell. Durante el Draft que se llevó a cabo el 4 de octubre, Banks fue transferida a Smackdown, en donde reformó el grupo de Boss 'n' Hug Connection con Bayley y esa misma noche, volvieron a ser derrotadas por Flair y Lynch en un combate por equipos. Su rivalidad con Lynch terminó en una Hell In A Cell Match en Hell In A Cell, donde fue derrotada tras rendirse ante el Diss-Arm-Her de Lynch, terminando el feudo entre ambas. 
En noviembre, se anunció que Banks fue elegida como la capitana del Team Smackdown junto con Dana Brooke, Carmella, Nikki Cross y Lacey Evans para enfrentarse al Team Raw y al Team NXT de mujeres en Survivor Series. En la semana siguiente, Banks fue derrotada junto con Charlotte Flair en una Triple Threat Match de capitanas por Rhea Ripley, quien las cubrió con un Argentine Roll-up, esto como parte de la supremacía de marcas. En la otra semana, Banks, Nikki Cross, Brooke y Carmella derrotaron a Rhea Ripley, Mia Yim, Tegan Nox y Dakota Kai en un 8-Women Tag Team Match luego de que Cross cubriera a Kai para llevarse la victoria. En el evento, Banks eliminó a Kairi Sane y Natalya del Team Raw y a Toni Storm de Team NXT, pero fue la última eliminada del Team SmackDown por Rhea Ripley tras recibir el Riptide, por lo que el Team Smackdown perdió el combate. El 29 de noviembre, Banks fue confrontada por Lacey Evans, quien argumentó que Bayley y su equipo perdieran sus respectivos combates, y después de que Banks la insultara, Evans en respuesta la dejó inconsciente con un Woman's Right, cambiando Evans a face. Con ella tuvo una rivalidad en la que ambas estuvieron en equipos opuestos donde Banks y Bayley derrotaron a Lacey Evans y Dana Brooke, pero serían derrotadas por ellas en una lucha de revancha.
A comienzos de enero, Sasha Banks y Bayley se enfrentaron a Lacey Evans y Dana Brooke, pero fueron derrotadas, luego de que Brooke cubriera a Banks, en un Triple Threat Tag Team Match que involucró a Alexa Bliss y Nikki Cross. Estuvo pactada una lucha entre Banks y Evans, la cual no se llevó a cabo debido a una pequeña lesión en el tobillo, por lo que Bayley se enfrentó contra Evans esa misma noche, pero fue derrotada y debido a la victoria de Evans, recibió una oportunidad por el Smackdown Women's Champion en Royal Rumble.
Después de un mes sin hacer una aparición televisiva, Banks hizo su regreso en marzo, donde derrotó a Alexa Bliss esa misma noche por una interferencia de Asuka. Luego con Bayley derrotaron a Alexa Bliss y Nikki Cross en las semanas siguientes, ya que Paige por medio de vía satélite anunció que Bayley defenderá su campeonato ante Banks, Evans, Brooke, Tamina y Naomi en un SIx-Way Elimination Match en WrestleMania 36, pero debido a que Brooke no podía participar en el evento, el combate pasó a ser un Fatal-5 Way Elimination Match. En el evento, Banks no logró ganar, ya que fue eliminada por Evans en tercer lugar, pero ayudó a Bayley a retener el título.

#### Campeona Femenina de SmackDown (2020-2021)
Después de WrestleMania 36, Banks y Bayley comenzarían a insinuar un posible feudo entre las dos, con el énfasis puesto, en storyline, de que Banks era la razón del éxito de Bayley y que Bayley estuvo envuelta en la mayoría de las derrotas de Banks. A pesar de su creciente disputa, Banks y Bayley recuperaron el Campeonato de Parejas Femenino de la WWE en el episodio del 5 de junio de SmackDown al derrotar aAlexa Bliss y Nikki Cross. Durante el reinado, Banks y Bayley comenzaron a tener un feudo con la Campeona Femenina de Raw, Asuka, lo que llevó a una lucha por el Campeonato Femenino de Raw entre Banks y Asuka en The Horror Show en Extreme Rules, que terminó en un final controvertido. Ocho días después tuvo lugar una revancha en Raw, donde Banks derrotó a Asuka para ganar el Campeonato Femenino de Raw por quinta vez, un récord. Con la victoria, Banks y Bayley se convirtieron en el primer equipo femenino (y el quinto en total) en la historia en tener títulos individuales y en equipos simultáneamente. A lo largo de agosto, Asuka y Banks continuaron su disputa, que culminó en una lucha por el título en SummerSlam el 23 de agosto, donde Banks perdió el Campeonato Femenino de Raw ante Asuka. Una semana después en Payback, Banks y Bayley perdieron el Campeonato Femenino en Parejas de la WWE ante Nia Jax y Shayna Baszler.
En el episodio del 4 de septiembre de SmackDown, después de perder una revancha ante Jax y Baszler, Bayley se volvió contra Banks atacándola en el ring, convirtiendo así a esta última en face en el proceso y disolviendo su equipo. El feudo entre las dos finalmente culminó en una Hell in a Cell match en el PPV homónimo, donde Banks derrotó para ganar el Campeonato Femenino de SmackDown por primera vez en su carrera. Con la victoria, Banks se convirtió en la tercera campeona Grand Slam femenina y cuarta campeona de la Triple Corona. En el episodio del 6 de noviembre de SmackDown, Banks derrotó a Bayley en una revancha por el Campeonato Femenino de SmackDown para retener el título, poniendo así fin a su sequía de defensas fallidas con un título individual en el roster principal. En el evento TLC: Tables, Ladders & Chairs del 20 de diciembre, Banks derrotó a Carmella por rendición para retener el Campeonato Femenino de SmackDown.
En Royal Rumble el 31 de enero, Banks derrotó a Carmella en una revancha de TLC para retener el Campeonato Femenino de SmackDown. Más tarde en la noche, Bianca Belair ganaría el Royal Rumble match femenino, lo que le otorgó la oportunidad de desafiar por un campeonato femenino de su elección en WrestleMania 37. En las semanas siguientes, Banks y Belair procederían a prepararse para la revelación del oponente elegido por Belair en SmackDown, hasta el episodio del 26 de febrero de SmackDown, cuando Belair eligió oficialmente enfrentar a Banks por el Campeonato Femenino de SmackDown en el evento. Durante el mes siguiente, las dos se unirían para desafiar a Nia Jax y Shayna Baszler por el Campeonato de Parejas Femenino de la WWE en los eventos PPV Elimination Chamber y Fastlane, pero no tuvieron éxito. El 9 de abril, WWE anunció que la lucha entre Banks y Belair sería el evento principal de la Noche 1 de WrestleMania 37, marcando así la primera vez en la historia de la compañía que dos mujeres afroestadounidense s se enfrentarían en el evento principal de un evento PPV. Además, ambas fueron las primeras luchadoras afroestadounidenses de cualquier género en la historia de WrestleMania en enfrentarse en el evento principal del espectáculo. En el evento, Banks perdió el Campeonato Femenino de SmackDown ante Belair, poniendo fin a su reinado de 167 días. En julio de 2021, Kaestner-Varnado ganó junto a Bianca Belair el premio ESPY al «mejor momento de la WWE», por el combate que ambas tuvieron en el evento principal de la primera noche de WrestleMania 37.
Después del regreso de Banks en julio, fue programada para enfrentar a Bianca Belair por el Campeonato Femenino de SmackDown en SummerSlam, pero Banks fue retirada del evento. Tuvo la lucha por el título en Crown Jewel el 21 de octubre, pero como una lucha de triple amenaza que también involucró a la nueva campeona Becky Lynch, donde Banks no tuvo éxito en recuperar el título. En Survivor Series en noviembre, Banks fue capitana del equipo femenino de SmackDown, donde fue eliminada por conteo fuera luego de la interferencia de sus compañeras de equipo.

#### Reencuentro con Naomi y salida (2022)
El 2 de enero de 2022, Varnado sufrió una lesión en el calcáneo durante un combate en un house show contra Charlotte Flair. Ella haría su regreso en el episodio del 28 de enero de SmackDown, donde declaró su participación para el Royal Rumble match femenino. En el evento Royal Rumble, Banks entró primera, eliminando a Melina y Kelly Kelly antes de ser eliminada por Queen Zelina. En el episodio del 25 de febrero de SmackDown, Naomi anunció que ella y Banks iban a desafiar por el Campeonato en Parejas Femenino de la WWE. En la noche 2 de WrestleMania 38, Banks y Naomi ganaron el Campeonato Femenino en Parejas de la WWE por primera vez como equipo, la primera vez para Naomi y la tercera vez, igualando un récord, para Banks.
La defensa del título de Banks y Naomi en el episodio del 13 de mayo de SmackDown, sería su última aparición televisada en la WWE, y su combate en un evento WWE Live el 15 de mayo resultó ser el último combate de Banks en la WWE, ya que durante el episodio del 16 de mayo de Raw, Banks y Naomi supuestamente abandonaron legítimamente la WWE debido a una disputa creativa con Vince McMahon. La WWE publicó un comunicado oficial afirmando que los dos «entraron a la oficina del Jefe de Relaciones de Talentos de la WWE, John Laurinaitis, con sus maletas en la mano, colocaron sus cinturones de campeonato en parejas en su escritorio y salieron». Las dos fueron originalmente reservadas para el evento principal del programa, que tuvo que ser reprogramado. En el siguiente episodio de SmackDown, se anunció que Banks y Naomi habían sido suspendidas indefinidamente, dejando vacantes los títulos. En diciembre de 2022, se informó que negociaciones sobre compensación monetaria habían fracasado durante el verano y que Banks había terminado con la WWE.

### New Japan Pro-Wrestling / World Wonder Ring Stardom (2023-2025)

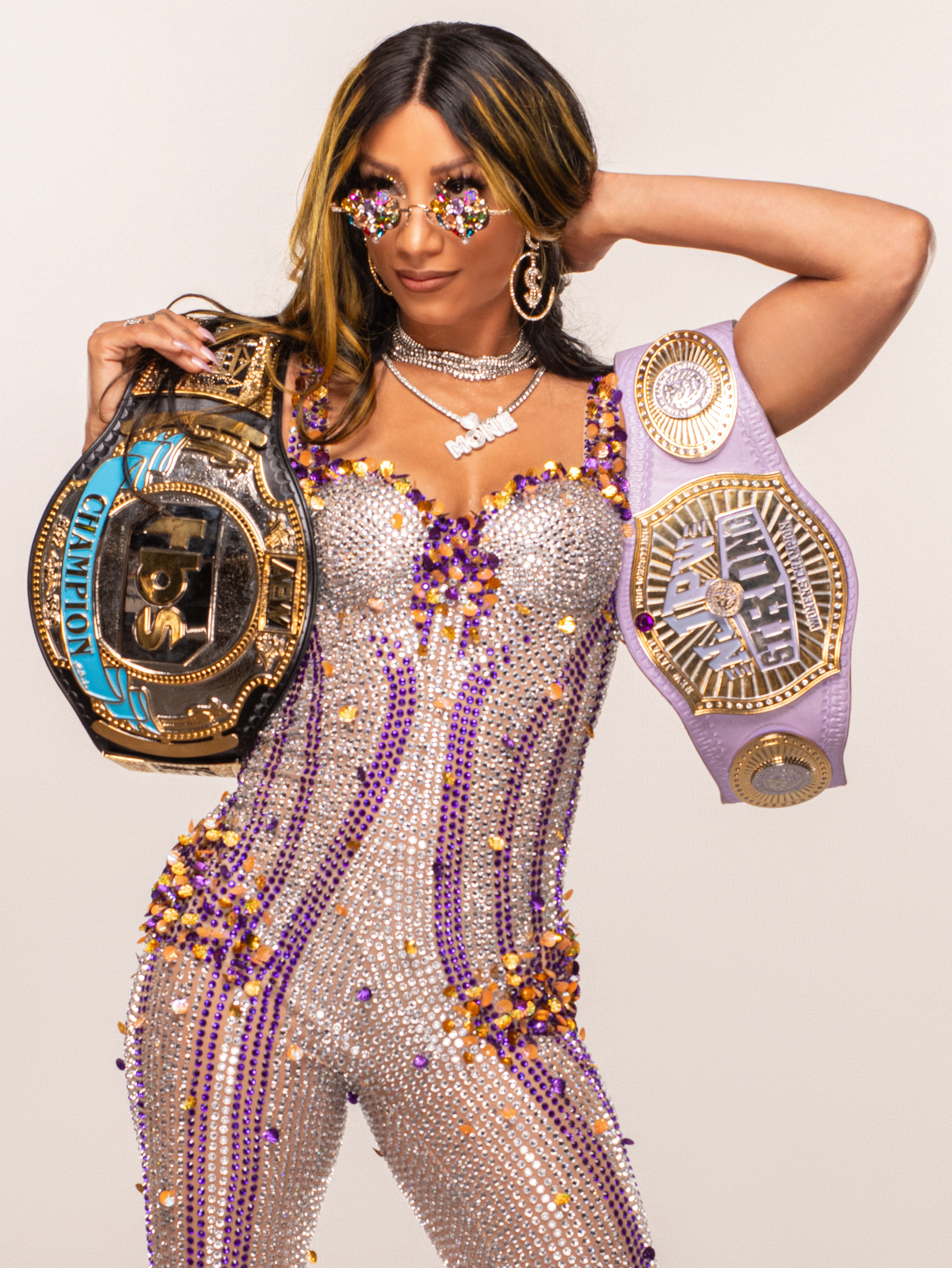
Moné con el cinturón del NJPW STRONG Women's Championship en su brazo izquierdo.

Después de meses de especulaciones, Varnado hizo su aparición debut en New Japan Pro-Wrestling (NJPW) el 4 de enero de 2023, en Wrestle Kingdom 17. Ahora bajo el nombre de Mercedes Moné, se enfrentó y posteriormente atacó a la entonces Campeona Femenina de IWGP KAIRI y anunció que se había unido tanto a NJPW como a su promoción hermana World Wonder Ring Stardom. Esto condujo a un combate por el título entre las dos en Battle in the Valley el 18 de febrero, en el que Moné derrotó a KAIRI para ganar el título. En su primera defensa del título en Sakura Genesis el 8 de abril, Moné derrotó a AZM y Hazuki en una lucha de tres vías. Después del combate, Mayu Iwatani desafió a Moné por el título en el evento de Stardom, All Star Grand Queendom. En el evento, Moné perdió el Campeonato Femenino de IWGP ante Iwatani, poniendo fin a su reinado a los 64 días. El 21 de mayo en Resurgence, Moné participó en un torneo para coronar a la inaugural Campeona Femenina de NJPW STRONG, derrotando a Stephanie Vaquer para avanzar a la final, antes de perder ante Willow Nightingale. Moné sufrió una lesión en el tobillo durante el combate contra Nightingale. En diciembre de 2023, se informó que Moné ya no tenía contrato con NJPW.
El 30 de junio de 2024 en Forbidden Door, Moné (que para ese entonces estaba bajo contrato con AEW) derrotó a Stephanie Vaquer para ganar el Campeonato Femenino de STRONG en un Winner Takes All match en el que el Campeonato TBS de AEW de Moné también estaba en juego. Está previsto que haga su primera defensa del título contra Momo Watanabe en el evento principal de Capital Collision el 30 de agosto.

### All Elite Wrestling (2024-2025)
En agosto de 2023, Moné hizo un cameo como miembro de la audiencia en el evento de pago por visión de All Elite Wrestling (AEW), All In. En febrero de 2024, Fightful y Andrew Zarian de Mat Men Radio informaron que Moné había firmado con AEW el mes anterior y debutaría en Big Business, una edición especial del programa de televisión AEW Dynamite, el 13 de marzo. El material promocional describió el evento como «Big Bu$iness» y «Bo$$ton». Moné debutó al comienzo de Big Business, que tuvo lugar en el TD Garden de Boston, la ciudad adoptiva de Varnado. Al final del episodio, Moné llegó al ring para salvar a Willow Nightingale de un ataque de Julia Hart y Skye Blue. Hizo su debut en el ring el 26 de mayo en Double or Nothing, donde derrotó a Nightingale para ganar el Campeonato TBS de AEW. En el siguiente episodio de Dynamite, Moné derrotó a Skye Blue en su primera defensa del título. Después del combate, se enfrentaría a la Campeona Femenina de NJPW STRONG Stephanie Vaquer. Luego se programó un Winner Takes All match entre las dos para el 30 de junio en Forbidden Door, donde Moné derrotó a Vaquer para ganar el Campeonato Femenino de STRONG, convirtiéndose en doble campeona en el proceso. Después del partido, su celebración sería interrumpida por el regreso de Britt Baker. En el siguiente episodio de Dynamite, Moné fue desafiada por Baker a un combate el 25 de agosto en All In, que Moné rechazó, cambiando a heel en el proceso. El 24 de julio en Blood and Guts, Moné formó una alianza con la debutante Kamille y la hizo atacar a Baker después del combate de esta última. Después de una pelea entre las dos durante el panel de AEW en la Comic-Con al día siguiente, el presidente de AEW, Tony Khan, anunció que Moné se enfrentaría a Baker por el Campeonato TBS en All In. En el evento, Moné derrotó a Baker para retener el título.

### Consejo Mundial de Lucha Libre (2025-presente)
Moné hizo su debut en el Consejo Mundial de Lucha Libre (CMLL) el 22 de junio de 2024 en Fantastica Mania México, donde se enfrentó a Stephanie Vaquer antes de su combate en Forbidden Door. El 18 de junio de 2025, en Grand Slam México, derrotó a Zeuxis para ganar el Campeonato Mundial Femenil del CMLL.

## Vida personal
Kaestner-Varnado es prima de Snoop Dogg. Varnado es fan del K-pop y el anime Sailor Moon. Kaestner-Varnado cita a Eddie Guerrero como su luchador favorito, y asistió al memorial especial de Guerrero en un episodio de Raw el 14 de noviembre, de 2005 en Minneapolis, Minnesota. También reveló que no estaba enterada sobre su fallecimiento antes de llegar al evento. Ella ha dicho públicamente que su mejor amiga dentro y fuera de la WWE es Pamela Martínez (Bayley), desde sus inicios en NXT ambas perseguían el mismo sueño.
El 4 de agosto de 2016, Kaestner-Varnado se casó con el luchador profesional retirado Sarath Ton. Los dos se conocieron mientras luchaban en el circuito independiente. Ton, quien es ampliamente conocido por su nombre de ring Mikaze, ahora trabaja como diseñador de vestuario para WWE. La pareja se separó amistosamente a fines de 2020, pero mantuvieron la separación en secreto; solicitaron oficialmente el divorcio en julio de 2024, y finalizaron el 2 de agosto.
El 20 de junio de 2025, se confirmó públicamente la relación sentimental entre Varnado y el luchador mexicano The Beast Mortos.

## En otros medios

### Videojuegos
Mercedes ha hecho apariciones en algunas entregas de videojuegos de la WWE en las que se encuentran:
| Año  | Juego                                | Notas                                        | Marca     |
| ---- | ------------------------------------ | -------------------------------------------- | --------- |
| 2015 | WWE SuperCard                        | Debut                                        |           |
| 2016 | WWE 2K17                             |                                              | RAW       |
| 2017 | WWE 2K18 y WWE TapMania              | como WWE Raw Women's Champion predeterminada | RAW       |
| 2018 | WWE 2K19, WWE Champions y WWE Mayhem |                                              | RAW       |
| 2019 | WWE 2K20                             |                                              | RAW       |
| 2022 | WWE 2K22, WWE Champions y WWE Mayhem |                                              | SmackDown |

### Televisión
En noviembre de 2020, Mercedes participó en la segunda temporada de la serie The Mandalorian, interpretando a Koska Reeves, una mandaloriana bajo las órdenes de Bo-Katan Kryze. En abril de 2023 repitió el papel en la tercera temporada de la serie. A causa de la popularidad del personaje entre los seguidores de la franquicia de Star Wars, la empresa Hasbro creó en 2021 una figura de articulada dentro de la línea Black Series. Otras empresas también incorporaron productos basados en el personaje interpretado por Moné en su catálogo.

## Campeonatos y logros
- All Elite Wrestling

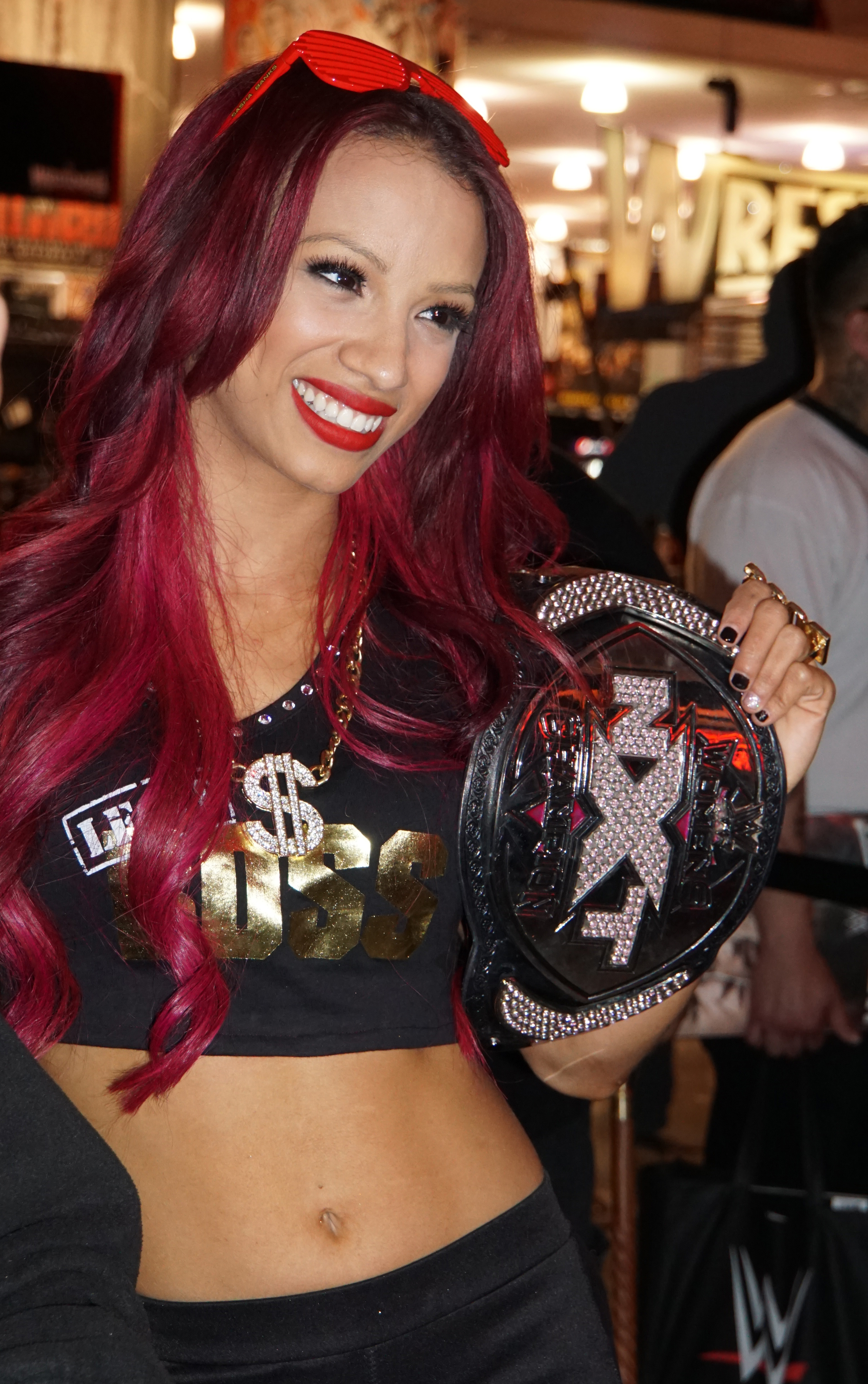
Sasha Banks con el cinturón del Campeonato Femenino de NXT.

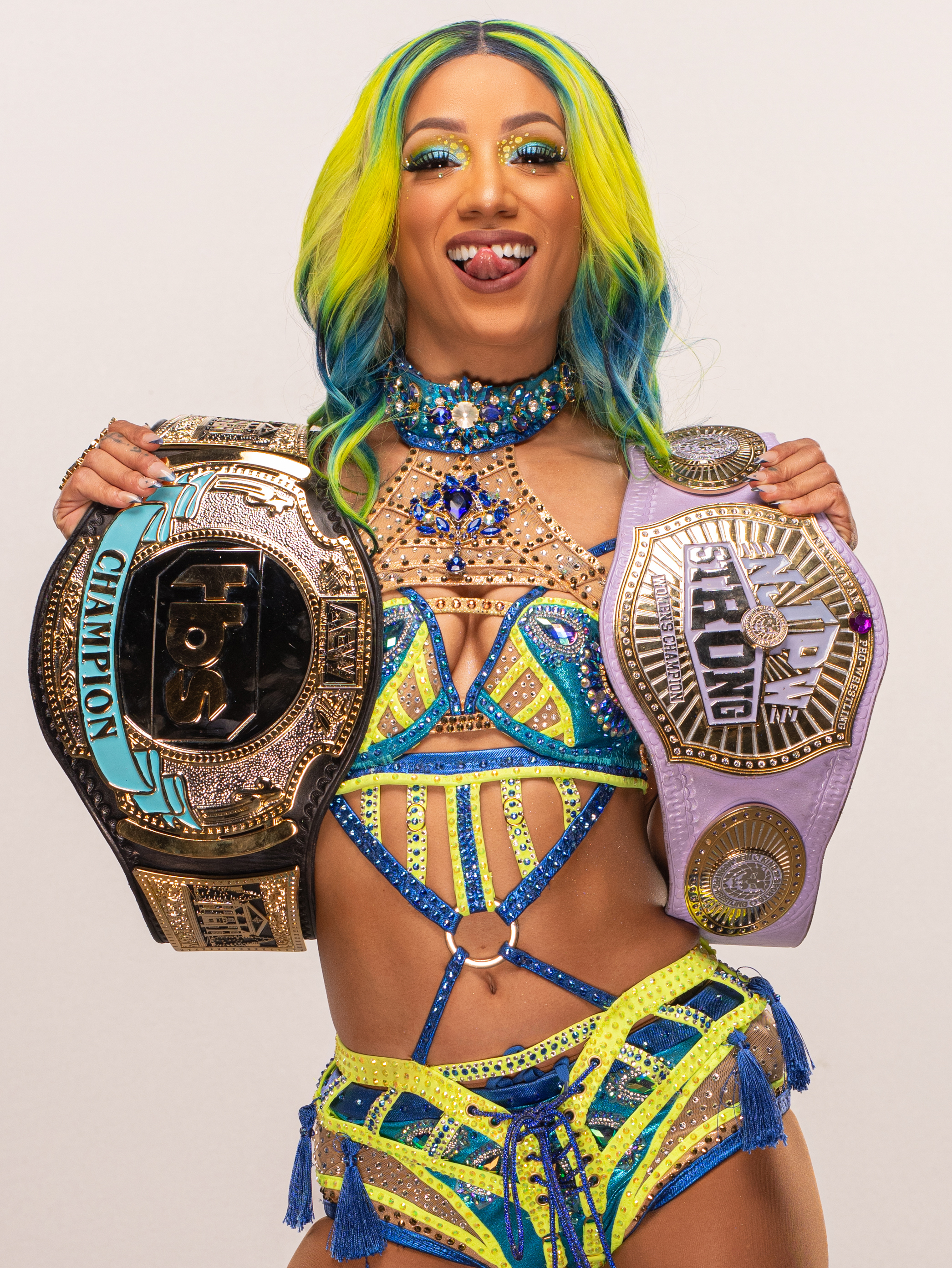
Mercedes Moné con los cinturones del Campeonato TBS de AEW y el Campeonato Femenino STRONG de NJPW.

  - AEW TBS Championship (1 vez, actual)
  - Owen Hart Cup (2025)

- BestYa Wrestling
  - BestYa Women's Championship (1 vez, inaugural, actual)

- Chaotic Wrestling
  - Chaotic Wrestling Women's Championship (1 vez)[13]

- Consejo Mundial de Lucha Libre
  - Campeonato Mundial Femenil del CMLL (1 vez, actual)

- European Wrestling Association
  - EWA Women's Championship (1 vez, actual)

- Independent Wrestling Entertainment
  - IWE Women's Championship (1 vez)[192]

- New Japan Pro-Wrestling
  - IWGP Women's Championship  (1 vez)
  - NJPW STRONG Women's Championship (1 vez)

- Prime Time Wrestling
  - PTW Women's Championship (1 vez, inaugural, actual)

- Revolution Pro Wrestling
  - Undisputed British Women's Championship (1 vez, actual)

- Ring Wars Carolina
  - RWC No Limitz Championship (1 vez)[1][193]

- Southside Wrestling Entertainment
  - Queen of Southside Championship (1 vez, actual)

- WWE
  - NXT Women's Championship (1 vez)[49]
  - Raw Women's Championship (5 veces)
  - SmackDown Women's Championship (1 vez)
  - WWE Women's Tag Team Championship (3 veces, inaugural) - con Bayley (2) y Naomi (1).
  - Women's Elimination Chamber (2019) - con Bayley
  - Triple Crown Championship (cuarta)
  - Grand Slam Championship (tercera)
  - NXT Year–End Award (1 vez)
    - Lucha del año (2015) vs. Bayley en NXT TakeOver: Brooklyn

  - Slammy Award a la Estrella Femenina del Año (2020)
  - Bumpy Award (2 veces)
    - Tag Team of the Half-Year (2020) – con Bayley
    - Best Match of the Half-Year (2021) - vs. Bianca Belair en WrestleMania 37

- ESPY Awards
  - Best WWE Moment (2021) –  Banks y Bianca Belair hacen historia como las primeras mujeres afrodescendientes en el evento principal de WrestleMania.[194]

- Pro Wrestling Illustrated
  - Lucha del año (2015) vs. Bayley (NXT TakeOver: Brooklyn, 22 de agosto)
  - Feudo del año (2016) vs. Charlotte Flair
  - Feudo del año (2020) vs. Bayley
  - Mujer del año (2015)
  - Situada en el Nº3 en los PWI Female 50 de 2015[195]
  - Situada en el Nº2 en los PWI Female 50 de 2016[196]
  - Situada en el Nº4 en los PWI Female 50 de 2017[197]
  - Situada en el Nº14 en el PWI Female 100 en 2018.
  - Situada en el N°14 en el PWI Female 100 en 2019.
  - Situada en el Nº5 en el PWI Female 100 en 2020.
  - Situada en el Nº6 en el PWI Female 150 en 2021
  - Situada en el Nº26 en el PWI Female 150 en 2022
- Wrestling Observer Newsletter
  - Peor feudo del Año (2018) vs. Bayley
  - Peor feudo del año (2015) – Team PCB vs. Team B.A.D. vs. Team Bella